# El santuari de setze mil·límetres
"El santuari de setze mil·límetres" (títol original en anglès "The Sixteen-Millimeter Shrine", protagonitat per Ida Lupino, és el quart episodi de la sèrie de televisió d’antologia La Dimensió Desconeguda. Es va emetre originalment el 23 d'octubre de 1959 a la cadena CBS. Ha estat doblat al català i es va emetre a TV3.
 El títol és una referència a les pel·lícules de 16 mm.

## Narració d'obertura
| « | Imatge d'una dona mirant una pel·lícula. Gran pel·lícula d'un altre temps, una estrella brillant en un firmament que ja no forma part del cel, eclipsada pel moviment de la terra i el temps. Barbara Jean Trenton, el món de la qual és una sala de projeccions, els somnis de la qual estan fets de cel·luloide. Barbara Jean Trenton, atropellada per anys d'atropellament i fugida i estirada a la vorera infeliç, intentant desesperadament aconseguir el número de llicència de fama fugaç. | » |

## Argument
L'envellida estrella de cinema Barbara Jean Trenton s'aïlla a la seva sala de projeccions privada, on recorda el seu passat veient les seves antigues pel·lícules dels anys trenta. En un intent de portar-la al món real, el seu agent Danny Weiss organitza un paper per a ella en una nova pel·lícula. La Barbara i l'home que dirigeix l'estudi, Marty Sall, però, històricament han tingut una relació polèmica; és més aviat menut, petit i callat. Li ofereix el paper de mare, cosa que ella rebutja, després Marty l'insulta, dient-li que viu en el passat i que qualsevol paper que rebria seria caritat. Bàrbara marxa enfadada. Quan la Barbara torna a casa, ella i Danny discuteixen quan decideix organitzar una festa per als seus amics de l'espectacle. Danny assenyala que tots aquests amics s'han mudat o han mort, i que ella segueix desitjant coses que estan mortes.
Després de la discussió, la Bàrbara, segons la seva criada, ha optat per quedar-se a la sala de projeccions dia i nit. Danny decideix portar-la a visitar un antic actor protagonista, ara també més gran, Jerry Herndon, retirat molts anys d'actuar i que dirigeix una cadena de botigues de queviures. Està horroritzada per l'aparença envellida del seu amic i els ordena que marxin. Després de la desafortunada visita, Barbara torna a la sala de projectors i munta una pel·lícula que presenta el jo més jove de Jerry. No acceptarà que el Jerry actual sigui el veritable i expressa el seu desig repetidament d'unir-se al de la pantalla; la pantalla es difumina en conseqüència.
La minyona de la Bàrbara ve amb un berenar i un cafè, només per trobar l'habitació buida, i està horroritzada pel que veu a la pantalla. Ella truca al Danny i, quan ve, li diu que, segons ella, la Bàrbara ha desaparegut de la casa. Engega el projector i veu, a la pel·lícula, el vestíbul davanter de la casa ple d'estrelles de cinema, semblant a les pel·lícules antigues. La Bàrbara baixa les escales, els dona la benvinguda a la festa i els diu que el sopar serà al costat de la piscina. Quan comença amb Jerry, Danny intenta tornar-la al 1959 i a la realitat. En resposta, fa un petó, llança la seva bufanda cap a la càmera i marxa. La pel·lícula s'acaba. Al vestíbul real, Danny troba la bufanda de la Barbara. "Als desitjos, Barbie", diu ell sàviament. "Als que es fan realitat".

## Narració de cloenda
| « | Als desitjos que es fan realitat, a la força estranya i mística de l'animal humà, que pot agafar un somni de desig i donar-li una dimensió pròpia. A Barbara Jean Trenton, reina del cinema d'una altra època, que ha canviat la tomba en blanc d'una pantalla de projecció buida en un món privat. Pot passar a la Dimensió Desconeguda. | » |

## Vista prèvia per a la història de la setmana vinent
| « | La setmana que ve, et convidem a fer un viatge estrany en el temps amb el Sr. Gig Young, que intenta fer l'èxode de tots els homes en el seu intent desesperat de reviure el passat. Oferim una història d'allò més estranya anomenada "Mitja hora a peu" i esperem que hi siguis per compartir-la amb nosaltres. Gràcies i bona nit. | » |

## Repartiment
- Ida Lupino com a Barbara Jean Trenton
- Martin Balsam com a Danny Weiss
- Jerome Cowan com a Jerry Hearndan
- John Clarke com a Young Jerry Hearndan
- Ted de Corsia com a Marty Sall
- Alice Frost com a Sally